# Quietly There
| Recensione | Giudizio |
| ---------- | -------- |
| AllMusic   |          |

Quietly There è un album a nome "Chet Baker and The Carmel Strings", pubblicato dall'etichetta discografica World Pacific Records nell'agosto del 1966.

## Tracce

### LP
Lato A
1. Early Autumn – 2:43 (testo: Johnny Mercer – musica: Ralph Burns, Woody Herman)
2. I Left My Heart in San Francisco – 2:29 (testo: Douglass Cross – musica: George C. Cory Jr.)
3. Forget Him – 2:41 (Tony Hatch)
4. Christmas Song – 3:05 (Mel Tormé)
5. Quietly There – 2:38 (testo: Morgan Ames – musica: Johnny Mandel)
6. Spring Can Really Hang You Up the Most – 2:52 (testo: Fran Landesman – musica: Tommy Wolf)

Lato B
1. Stranger on the Shore – 2:39 (testo: Robert Mellin – musica: Acker Bilk)
2. You Don't Have to Say You Love Me – 2:35 (testo: Vito Pallavicini; adattamento testo in inglese di Vicki Wickham e Simon Napier-Bell – musica: Pino Donaggio)
3. The More I See You – 2:48 (testo: Mack Gordon – musica: Harry Warren)
4. No More Blues (Chega de saudade) – 2:24 (testo: Vinícius de Moraes – musica: Antônio Carlos Jobim)
5. Message to Michael – 2:42 (Hal David, Burt Bacharach)
6. (You're My) Soul & Inspiration – 2:38 (Barry Mann, Cynthia Weil)

## Musicisti
- Chet Baker – flicorno
- "The Carmel Strings"

Note aggiuntive
- Richard Bock – produttore
- Harry Betts e Julian Lee – arrangiamenti
- Lanky Linstrot – ingegnere delle registrazioni
- Woody Woodward – art direction copertina album originale
- Ken Kim – foto copertina album originale
- John Tynan – note retrocopertina album originale[3]